# 埃莉诺·帕特森
埃莉诺·帕特森（英語：Eleanor Patterson，1996年5月22日—），澳大利亚女子田径运动员，主攻跳高。她曾代表澳大利亚参加2014年和2022年英联邦运动会田径比赛，获得一枚金牌和一枚银牌。